# クリスティーネ・フォン・ヘッセン＝ローテンブルク

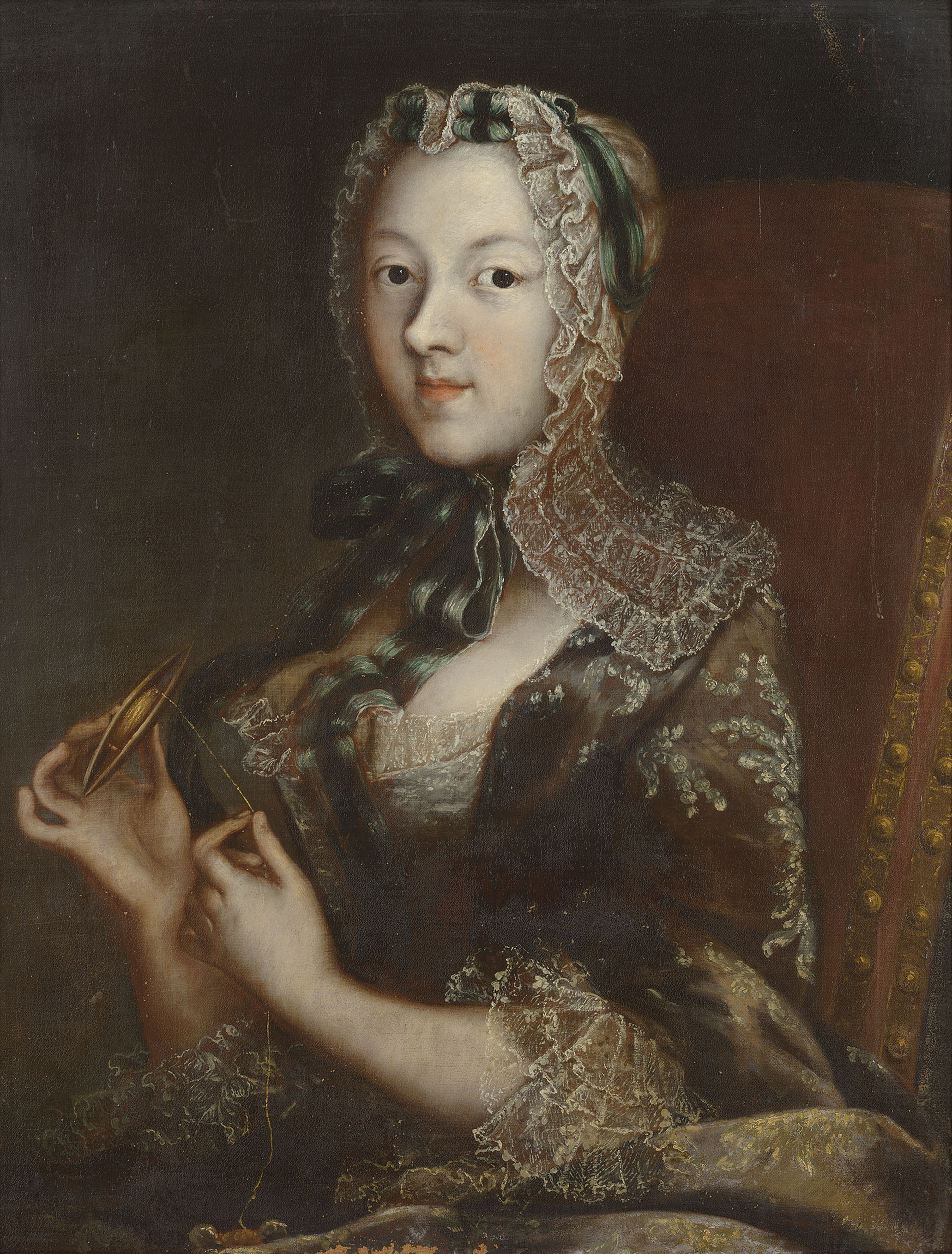
紡錘を手にしたカリニャーノ公妃クリスティーネの肖像

クリスティーネ・ヘンリエッテ・フォン・ヘッセン＝ラインフェルス＝ローテンブルク（Christine Henriette von Hessen-Rheinfels-Rotenburg, 1717年11月21日 ローテンブルク - 1778年9月1日 パラッツォ・カリニャーノ）は、サヴォイア家分枝のカリニャーノ公ルイージ・ヴィットーリオの妻。ドイツ人。イタリア語名はクリスティーナ・エンリケッタ・ダッシア（Cristina Enrichetta d'Assia）。
ヘッセン＝ローテンブルク方伯エルンスト・レオポルトとその妻エレオノーレ・ツー・レーヴェンシュタイン＝ヴェルトハイム＝ロシュフォールの間の末娘。
長姉ポリクセナがサルデーニャ王カルロ・エマヌエーレ3世に嫁いでいた関係で、王の甥で分家筋のカリニャーノ公ルイージ・ヴィットーリオの許嫁となる。姉の王妃は1735年に亡くなるが、婚約は解消されず、クリスティーネは1740年5月4日にカリニャーノ公と結婚した。カリニャーノ公家には治めるべき分封領はなく、公爵夫妻はトリノ市内の居館パラッツォ・カリニャーノで暮らした。
1778年に死去、クリスティーネの訃報は娘のランバル公妃がフランス王室に嫁いでいたためにフランスの官報『ラ・ガゼット』にも掲載され、これによると「長くつらい闘病の果てに」亡くなったとされる。遺骸は当初トリノ大聖堂に葬られたが、1835年スペルガ大聖堂内のサヴォイア王家墓所に改葬された。

## 子女
夫との間に9人の子をもうけた。
- カルロッタ・マリーア・ルイーザ（1742年 - 1794年） - 修道女
- ヴィットーリオ・アメデーオ（1743年 - 1780年） - カリニャーノ公
- レオポルダ・マリーア（1744年 - 1807年） - 1767年メルフィ公アンドレア4世・ドーリア・ランディ・パンフィーリと結婚
- ポリッセーナ・テレーザ（1746年 - 1762年）
- ガブリエーラ（1748年 - 1828年） - フェルディナント・フォン・ロプコヴィッツ侯と結婚[5]
- マリーア・テレーザ・ルイーザ（1749年 - 1792年） - 1767年ランバル公ルイ・アレクサンドル・ド・ブルボンと結婚
- トンマーゾ（1751年 - 1753年）
- エウジェーニオ・イラリオーネ（1753年 - 1785年） - ヴィラフランカ伯爵家の始祖
- カテリーナ・マリーア・ルイーザ・フランチェスカ（1762年 - 1823年） - パリアーノ公フィリッポ3世・コロンナと結婚

## 引用・脚注
1. ↑  van de Pas, Leo. “Landgräfin Christine von Hessen-Rheinfels-Rotenburg”. Genealogics .org. 2010年3月1日閲覧。
2. ↑  Chisholm, Hugh, ed. (1911). "Carignano" . Encyclopædia Britannica (英語). Vol. 5 (11th ed.). Cambridge University Press. p. 336.
3. ↑  Bertin, Georges. “Full text of Madame de Lamballe”. Archive.org. 2009年11月26日閲覧。
4. ↑  C.E.D.R.E. Les Manuscrits du C.E.D.R.E.: Le Royaume d'Italie, volume I. Paris, 1992, pp. 154-156, 176-179. (French). ISSN 0993-3964.
5. ↑  夫妻の長男フランツ・ヨーゼフ・マクシミリアン・フォン・ロプコヴィッツ侯は作曲家ベートーヴェンの主要な後援者の一人。